# Ster ZLM Toer 2023
Lo Ster ZLM Toer 2023, trentaquattresima edizione della corsa e valevole come prova dell'UCI ProSeries 2023 categoria 2.Pro, si svolse in quattro tappe più un prologo, dal 7 all'11 giugno 2023, su un percorso di 745,9 km, con partenza da Heinkenszand e arrivo a Oosterhout, nei Paesi Bassi. La vittoria fu appannaggio dell'olandese Olav Kooij, il quale completò il percorso in 16h18'37", precedendo l'australiano Sam Welsford e il connazionale Nils Eekhoff.

## Tappe
| Tappa  | Data      | Percorso                                      | km    | Vincitore di tappa | Leader cl. generale |
| ------ | --------- | --------------------------------------------- | ----- | ------------------ | ------------------- |
| Pr.    | 7 giugno  | Heinkenszand > Heinkenszand (cr. individuale) | 6,6   | Nils Eekhoff       | Nils Eekhoff        |
| 1ª     | 8 giugno  | Westkapelle > 's-Heerenhoek                   | 202,5 | Yentl Vandevelde   | Nils Eekhoff        |
| 2ª     | 9 giugno  | Schijndel > Buchten                           | 184,1 | Jakub Mareczko     | Olav Kooij          |
| 3ª     | 10 giugno | Roosendaal > Roosendaal                       | 194,2 | Arvid de Kleijn    | Olav Kooij          |
| 4ª     | 11 giugno | Oosterhout > Oosterhout                       | 158,5 | Olav Kooij         | Olav Kooij          |
| Totale | Totale    | Totale                                        | 745,9 |                    |                     |

## Squadre e corridori partecipanti
| N.    | Cod. | Squadra                           |
| ----- | ---- | --------------------------------- |
| 1-7   | TJV  | Jumbo-Visma                       |
| 11-17 | ADC  | Alpecin-Deceuninck                |
| 21-27 | AQT  | Astana Qazaqstan Team             |
| 31-37 | DSM  | Team DSM                          |
| 41-47 | TUD  | Tudor Pro Cycling Team            |
| 51-57 | GBF  | Green Project-BardianiCSF-Faizanè |
| 61-67 | Q36  | Q36.5 Pro Cycling Team            |
| 71-77 | EOK  | Eolo-Kometa Cycling Team          |
| 81-87 | BWB  | Bingoal WB                        |
| 91-97 | BBH  | Burgos-BH                         |

| N.      | Cod. | Squadra                         |
| ------- | ---- | ------------------------------- |
| 101-107 | COR  | Corratec Selle Italia           |
| 111-117 | TFB  | Team Flanders-Baloise           |
| 121-127 | LTP  | Leopard Togt Pro Cycling        |
| 131-137 | TDT  | TDT-Unibet Cycling Team         |
| 141-147 | VWE  | VolkerWessels Cycling Team      |
| 151-157 | MET  | Metec-Solarwatt p/b Mantel      |
| 161-167 | BCY  | BEAT Cycling                    |
| 171-177 | ABC  | Abloc CT                        |
| 181-187 | ALQ  | Allinq Continental Cycling Team |
| 191-197 | BAI  | Bike Aid                        |

## Dettagli delle tappe

### Prologo
- 7 giugno: Heinkenszand > Heinkenszand – cronometro individuale – 6,6 km

Risultati
| Pos. | Corridore    | Squadra | Tempo |
| ---- | ------------ | ------- | ----- |
| 1    | Nils Eekhoff | DSM     | 7'27" |
| 2    | A. Edmondson | DSM     | a 1"  |
| 3    | Olav Kooij   | Jumbo   | s.t.  |

| Pos. | Corridore    | Squadra | Tempo |
| ---- | ------------ | ------- | ----- |
| 1    | Nils Eekhoff | DSM     | 7'27" |
| 2    | A. Edmondson | DSM     | a 1"  |
| 3    | Olav Kooij   | Jumbo   | s.t.  |

### 1ª tappa
- 8 giugno: Westkapelle > 's-Heerenhoek – 202,5 km

Risultati
| Pos. | Corridore         | Squadra       | Tempo    |
| ---- | ----------------- | ------------- | -------- |
| 1    | Yentl Vandevelde  | TDT           | 4h21'52" |
| 2lex | Alex. Konychev    | Corratec      | a 1"     |
| 3    | Bert-Jan Lindeman | VolkerWessels | a 6"     |

| Pos. | Corridore    | Squadra | Tempo    |
| ---- | ------------ | ------- | -------- |
| 1    | Nils Eekhoff | DSM     | 4h29'25" |
| 2    | A. Edmondson | DSM     | a 1"     |
| 3    | Olav Kooij   | Jumbo   | s.t.     |

### 2ª tappa
- 9 giugno: Schijndel > Buchten – 184,1 km

Risultati
| Pos. | Corridore      | Squadra | Tempo    |
| ---- | -------------- | ------- | -------- |
| 1    | Jakub Mareczko | Alpecin | 4h05'46" |
| 2    | Olav Kooij     | Jumbo   | s.t.     |
| 3    | Robbe Ghys     | Alpecin | s.t.     |

| Pos. | Corridore    | Squadra | Tempo    |
| ---- | ------------ | ------- | -------- |
| 1    | Olav Kooij   | Jumbo   | 8h35'06" |
| 2    | Nils Eekhoff | DSM     | a 5"     |
| 3    | A. Edmondson | DSM     | a 6"     |

### 3ª tappa
- 10 giugno: Roosendaal > Roosendaal – 194,2 km

Risultati
| Pos. | Corridore        | Squadra | Tempo    |
| ---- | ---------------- | ------- | -------- |
| 1    | Arvid de Kleijn  | Tudor   | 4h16'35" |
| 2    | Jakub Mareczko   | Alpecin | s.t.     |
| 3    | Matteo Moschetti | Q36.5   | s.t.     |

| Pos. | Corridore    | Squadra | Tempo     |
| ---- | ------------ | ------- | --------- |
| 1    | Olav Kooij   | Jumbo   | 12h51'41" |
| 2    | Nils Eekhoff | DSM     | a 5"      |
| 3    | A. Edmondson | DSM     | a 6"      |

### 4ª tappa
- 11 giugno: Oosterhout > Oosterhout – 158,5 km

Risultati
| Pos. | Corridore      | Squadra | Tempo    |
| ---- | -------------- | ------- | -------- |
| 1    | Olav Kooij     | Jumbo   | 3h27'06" |
| 2    | Sam Welsford   | DSM     | s.t.     |
| 3    | Jakub Mareczko | Alpecin | s.t.     |

| Pos. | Corridore    | Squadra | Tempo     |
| ---- | ------------ | ------- | --------- |
| 1    | Olav Kooij   | Jumbo   | 16h18'37" |
| 2    | Sam Welsford | DSM     | a 13"     |
| 3    | Nils Eekhoff | DSM     | a 15"     |

## Evoluzione delle classifiche
| Tappa              | Vincitore          | Classifica generale Maglia gialla | Classifica a punti Maglia verde | Classifica giovani Maglia bianca | Classifica a squadre |
| ------------------ | ------------------ | --------------------------------- | ------------------------------- | -------------------------------- | -------------------- |
| Prol.              | Nils Eekhoff       | Nils Eekhoff                      | Nils Eekhoff                    | Olav Kooij                       | Team DSM             |
| 1ª                 | Yentl Vandevelde   | Nils Eekhoff                      | Nils Eekhoff                    | Olav Kooij                       | Team DSM             |
| 2ª                 | Jakub Mareczko     | Olav Kooij                        | Olav Kooij                      | Olav Kooij                       | Team DSM             |
| 3ª                 | Arvid de Kleijn    | Olav Kooij                        | Jakub Mareczko                  | Olav Kooij                       | Team DSM             |
| 4ª                 | Olav Kooij         | Olav Kooij                        | Olav Kooij                      | Olav Kooij                       | Team DSM             |
| Classifiche finali | Classifiche finali | Olav Kooij                        | Olav Kooij                      | Olav Kooij                       | Team DSM             |

Maglie indossate da altri ciclisti in caso di due o più maglie vinte
- Nella 1ª tappa Alexander Edmondson ha indossato la maglia verde al posto di Nils Eekhoff.
- Nella 2ª tappa Yentl Vandevelde ha indossato la maglia verde al posto di Nils Eekhoff.
- Nella 3ª tappa Nils Eekhoff ha indossato la maglia verde al posto di Olav Kooij e Martijn Rasenberg ha indossato quella bianca al posto di Olav Kooij.
- Nella 4ª tappa Tobias Lund Andresen ha indossato la maglia bianca al posto di Olav Kooij.

## Classifiche finali

### Classifica generale - Maglia gialla
| Pos. | Corridore          | Squadra | Tempo     |
| ---- | ------------------ | ------- | --------- |
| 1    | Olav Kooij         | Jumbo   | 16h18'37" |
| 2    | Sam Welsford       | DSM     | a 13"     |
| 3    | Nils Eekhoff       | DSM     | a 15"     |
| 4    | A. Edmondson       | DSM     | a 16"     |
| 5    | Cees Bol           | Astana  | a 21"     |
| 6    | Tim van Dijke      | Jumbo   | a 30"     |
| 7    | Robbe Ghys         | Alpecin | a 33"     |
| 8    | Joren Bloem        | TDT     | a 35"     |
| 9    | Mark Cavendish     | Astana  | a 38"     |
| 10   | Hartthijs de Vries | TDT     | a 41"     |

### Classifica a punti - Maglia verde
| Pos. | Corridore        | Squadra    | Punti |
| ---- | ---------------- | ---------- | ----- |
| 1    | Olav Kooij       | Jumbo      | 39    |
| 2    | Jakub Mareczko   | Alpecin    | 37    |
| 3    | Arvid de Kleijn  | Tudor      | 33    |
| 4    | Matteo Malucelli | Bingoal WB | 24    |
| 5    | Sam Welsford     | DSM        | 23    |

### Classifica giovani - Maglia bianca
| Pos. | Corridore         | Squadra  | Tempo     |
| ---- | ----------------- | -------- | --------- |
| 1    | Olav Kooij        | Jumbo    | 16h18'37" |
| 2    | T. Lund Andresen  | DSM      | a 1'11"   |
| 3    | T. Aagaard Hansen | Leopard  | a 1'48"   |
| 4    | Lars Hohmann      | Metec    | a 1'53"   |
| 5    | Milan Fretin      | Flanders | a 2'55"   |

### Classifica a squadre
| Pos. | Squadra                 | Tempo     |
| ---- | ----------------------- | --------- |
| 1    | Team DSM                | 48h56'41" |
| 2    | TDT-Unibet Cycling Team | a 1'21"   |
| 3    | Alpecin-Deceuninck      | a 1'26"   |
| 4    | Tudor Pro Cycling Team  | a 1'27"   |
| 5    | Jumbo-Visma             | a 1'35"   |